# Ladislao Vajda
Ladislao Vajda (Budapeste, 18 de agosto de 1906 - Barcelona, 25 de março de 1965) foi um diretor de cinema húngaro que fez filmes na Espanha, Portugal, Reino Unido, Itália e Alemanha.

## Filmografia selecionada
- Once There Was a Waltz (1932)
- Where Is This Lady? (1932)
- Love on Skis (1933)
- O Diabo São Elas (1945)
- Três Espelhos (1947)
- Marcelino, pan y vino (1955)
- María, matrícula de Bilbao (1960)
- Die Schatten werden länger (1961)
- Der Lügner (1961)
- Das Feuerschiff (1963)
- Una chica casi formal (1963)
- La dama de Beirut (1965)